# Sobór Przemienienia Pańskiego w Rybińsku
Sobór Przemienienia Pańskiego – prawosławny sobór w Rybińsku, katedra eparchii rybińskiej Rosyjskiego Kościoła Prawosławnego.

## Historia
Pierwotnie na miejscu soboru znajdowały się dwie drewniane cerkwie Przemienienia Pańskiego oraz świętych Piotra i Pawła. W latach 1654–1660 na ich miejscu wzniesiona została jedna większa, pięciokopułowa cerkiew Przemienienia Pańskiego, która otrzymała w 1779 honorową rangę soboru, najważniejszej świątyni w mieście, ale bez statusu katedry eparchialnej. 22 lata po tym wydarzeniu, w związku z rozwojem miasta, zdecydowano o wzniesieniu nowego, znacznie obszerniejszego soboru, jednak fundatorzy nie mogli porozumieć się co do tego, czy powinien on stanąć na miejscu starszej świątyni, czy w innym miejscu. Ostatecznie zdecydowano o rozbiórce XVII-wiecznej cerkwi. Do budowy przystąpiono we wrześniu 1838. Prace trwały przez trzynaście lat, zaś fundatorami soboru byli rybińscy kupcy Wiazmin, Miklutin, Kuwszynnikow i Smirnow. Ikony do głównego ikonostasu (łącznie czterdzieści) napisali członkowie arteli chłopa Safonowa z Palechu. Oni również wykonali w 1846 w budynku freski. Konstrukcję ikonostasu głównego i dwóch bocznych wyrzeźbił Byczkow, mieszczanin z Rostowa. Poświęcenie gotowej świątyni miało miejsce 26 czerwca 1851. Pierwotnie znajdowały się w niej trzy ołtarze, noszące odpowiednio wezwania Przemienienia Pańskiego, świętych Piotra i Pawła oraz proroka Eliasza i ikony Matki Bożej „Znak” i św. Michała Twerskiego. Przy soborze działało od 1891 towarzystwo opiekujące się ubogimi, od 1892 – szkoła parafialna.
Sobór pozostawał czynny do 1929, gdy został zamknięty. Rok później zniszczono bębny nad jego kopułami; zostały one odbudowane w 1971. Od 1983 dawna świątynia mieściła filię archiwum obwodowego. W 1996 Rosyjski Kościół Prawosławny odzyskał dzwonnicę cerkiewną, a trzy lata później – cały budynek. Powtórnego poświęcenia soboru dokonał 12 czerwca 2007 arcybiskup jarosławski i rostowski Cyryl. Ołtarze boczne noszą od tego momentu wezwania Przemienienia Pańskiego, św. Teodora (Fiodora) Uszakowa i ikony Matki Bożej „Znak”. Szczególną czcią w soborze otaczane są ikony świętych Teodora Uszakowa i Teodora Sanaksarskiego z cząsteczkami relikwii oraz ikona Matki Bożej „Nieusypiające Oko”. Od 2012, gdy powstała eparchia rybińska, sobór jest jej katedrą.